# 804 v.Chr.
Het jaar 804 v.Chr. is een jaartal volgens de christelijke jaartelling.

## Gebeurtenissen

### Israël
- Koning Joas verslaat de Syriërs.

### Egypte
- Koning Iuput II - de tweede farao van de 23e dynastie van Egypte - bestijgt de troon.

## Overleden
- Pedubaste I, farao van Egypte